# Wonder World Tour
Wonder World Tour —en español: Gira Mundo Maravilloso— fue la segunda gira musical de la cantante y compositora estadounidense Miley Cyrus y su primera gira mundial. También su primera gira que no incluyó dentro del espectáculo a su famoso personaje Hannah Montana, aunque si interpretó canciones acreditadas al personaje. La gira se realizó con el propósito de promocionar su primer álbum de estudio Breakout (2008) y su primer EP The Time of Our Lives (2009), así como también de forma indirecta, la banda sonora Hannah Montana: The Movie (2009) de la película del mismo nombre. Durante la serie de conciertos, que inició en septiembre de 2009 y finalizó en julio de 2010, visitó varias ciudades de los Estados Unidos, Portugal, España y el Reino Unido.
La banda de música alternativa Metro Station fue telonera en todos los conciertos de 2009. La gira musical fue patrocinada por Wal-Mart y promocionada por AEG Live. Todas las entradas a los conciertos fueron vendidas mediante el sistema de venta por ordenador para evitar la reventa que ocurrió en su primera gira Best of Both Worlds Tour. De cada entrada vendida se donó un dólar a la organización caritativa City of Hope National Medical Center dedicada a la lucha contra el cáncer.
La gira Wonder World Tour ha sido descrita como parte del periodo de transición de Cyrus, el cual se caracterizó por ser más elaborado y vanguardista. Cada concierto se dividió en siete segmentos, los cuales contenían temáticas diversas, en referencia al nombre de la gira. En el acto de apertura del concierto, Cyrus tocó canciones de rock y también incluyó una serie de coreografías en las que aparecía junto con sus bailarines suspendidos en la parte superior del escenario mediante un mecanismo de poleas. En la interpretación de la versión de «I Love Rock 'N Roll», de la guitarrista Joan Jett, montaba una moto Harley-Davidson, la cual conforme avanzaba era suspendida en el aire y cruzaba el lugar del concierto. En la gira también realizó un homenaje al cantante Michael Jackson y cantó dos canciones de Hannah Montana pero como ella misma.
La gira recibió críticas variadas, de hecho, algunos críticos elogiaron el concierto y lo consideraron como un gran espectáculo, mientras que otros declararon que le faltaba profundidad y que no lograba representar la personalidad de la cantante. La gira fue comercialmente exitosa a pesar de la crisis financiera de 2009. A diez minutos de que las entradas saliesen a la venta, las localidades se agotaron en todas las presentaciones en el continente europeo. El concierto en el O2 Arena de Londres marcó el mayor aforo en la historia del estadio. Durante la primera etapa de la gira, un bus se dio varias vueltas de campana en una autopista. El accidente tuvo como resultado una persona herida y un fallecido. La causa del incidente no ha sido especificada, pero existen múltiples teorías. Una versión filtrada de la gira musical fue emitida en la cadena televisiva American Broadcasting Company (ABC) el 18 de junio de 2010 y la cual fue vista por alrededor de 2,6 millones de telespectadores. El video del concierto completo fue incluido en la versión de lujo de su tercer álbum de estudio Can't Be Tamed (2010).

## Sinopsis de los conciertos

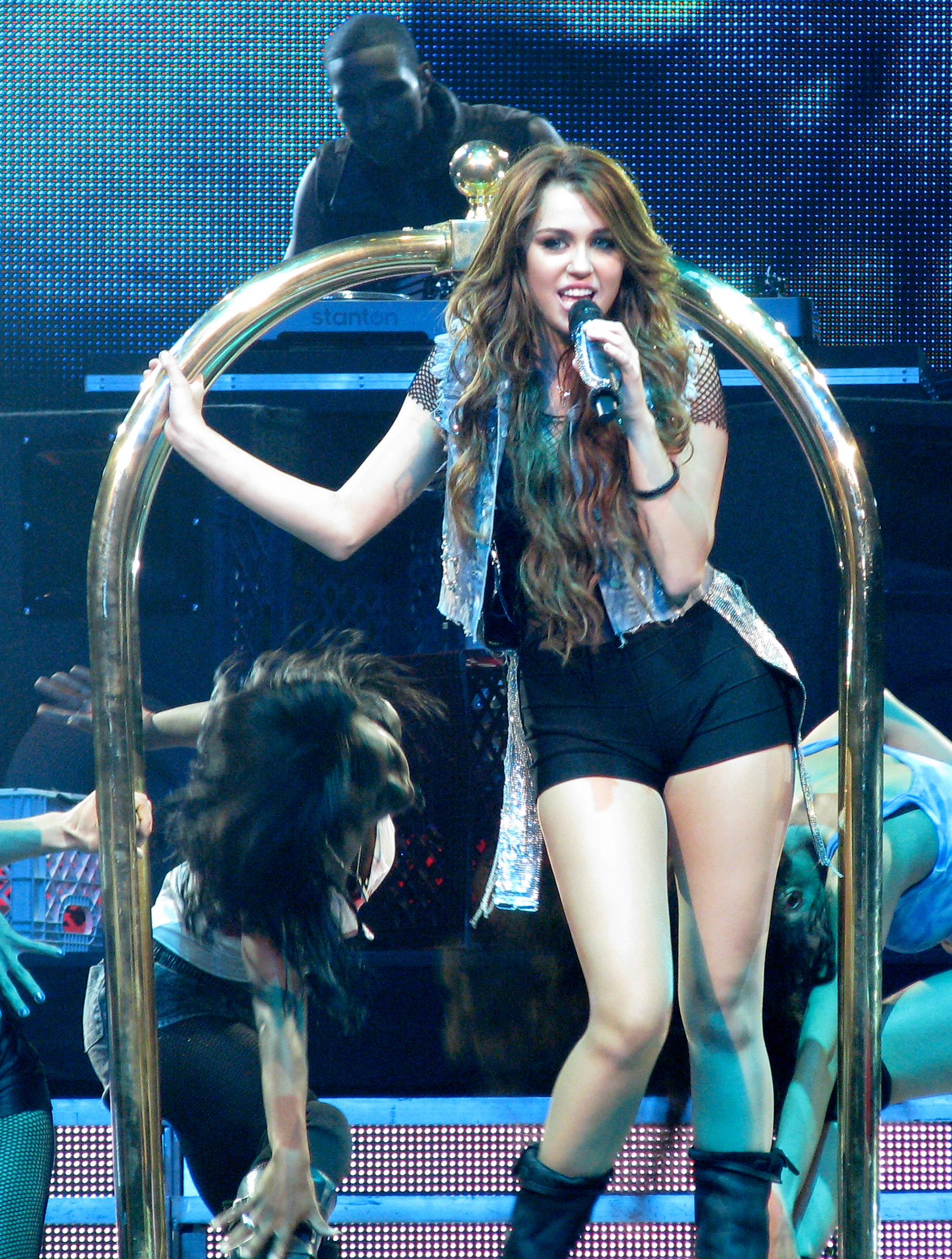
Miley Cyrus "Party in the U.S.A" durante la gira Wonder World Tour.

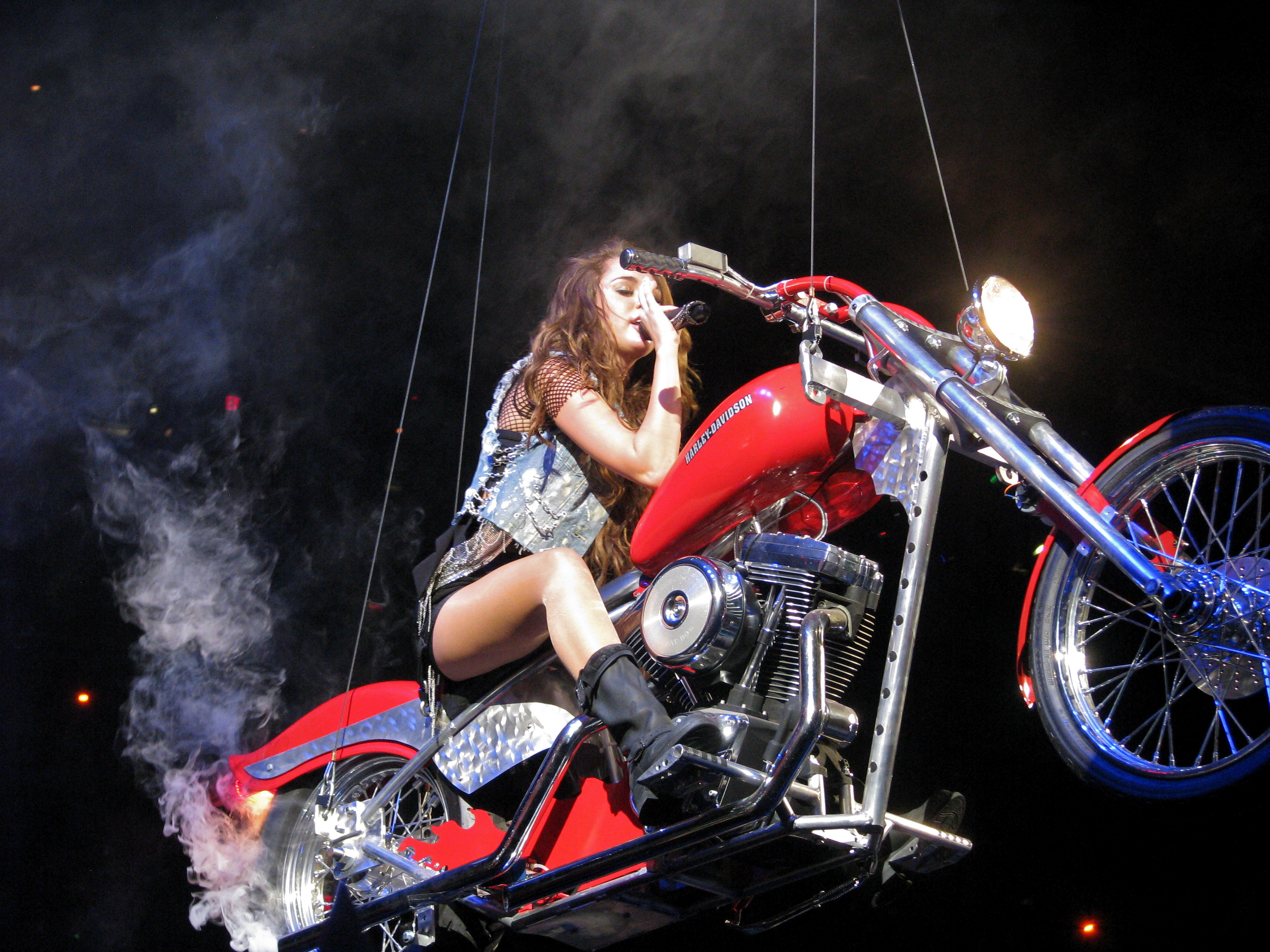
Miley Cyrus "I Love Rock 'n Roll" durante la gira Wonder World Tour.

El espectáculo original inició con Cyrus emergiendo de la parte inferior del escenario, dentro de un bloque de hielo. Llevaba un pantalón de cuero negro y un chaleco de pelo blanco con una capucha con lentejuelas de plata; segundos después sale del bloque para cantar la canción, "Breakout". Numerosos bailarines la acompañan y, para concluir, realizó un baile en la cima de muebles andamios. Después de quitarse el chaleco de piel, Cyrus interpretó "Start All Over" en la cima de los andamios y continuó el resto del primer segmento del show con "7 Things" y "Kicking and Screaming". Cyrus, a continuación, ejecuta el segundo segmento del show con la actuación de "Bottom of the Ocean", que contó con una temática acuática y Cyrus luciendo una medalla de plata, con un vestido de noche. La actuación terminó con Cyrus aventándose simulando que se estaba sumergiendo en el mar, seguido por una simulación de submarinos en las pantallas de vídeo. A continuación, dos bailarines son suspendidos en el aire como "moscas" y comidos por una rana; esto da paso al tercer segmento , que inicia con Miley y bailarinas sobre un pequeño tractor, para interpretar la canción "Fly on the Wall". Durante la presentación, Cyrus lució un vestido extravagante, blanco con una falda de plumas. Hacía el puente de la canción fue elevada en el aire mediante un arnés, sobre todo el público. Una vez de vuelta en el escenario, Cyrus y sus bailarines realizaron un breve interludio de baile, homenajeando al recientemente fallecido Michael Jackson con "Thriller" (1984). Después, en la pantalla aparecen dibujos de "anime" y sale Miley para cantar las canciones "Let's Get Crazy" y "Hoedown Throwdown" de Hannah Montana: La Película. Este último fue seguido por un video en el que will.i.am de The Black Eyed Peas habló acerca de Cyrus, al salir al escenario. Cuando el vídeo terminó, los bailarines realizaron un remix de la canción de The Black Eyed Peas: "Boom Boom Pow" (2009). 
En el cuarto segmento del espectáculo abrió con "These Four Walls", en la que Cyrus lució un vestido negro y dedicó palabras a sus seguidores. El espectáculo continuó con "When I Look at You", una actuación que ofreció el tráiler de la película de Cyrus La última canción (2010) y con Cyrus tocando los primeros acordes con un piano; este segmento concluyó con "Obsessed", que se realiza sobre un puente de suspensión, que al final de la canción desciende hacia abajo del escenario. El segmento número 5 empezó con luces y la actuación de los guitarristas, y en seguida, vestida con una blusa negra, con un pantalón corto rojo y unas botas negras, cantó la canción de Hannah Montana: La Película "Spotlight". Al finalizar, realiza un cambio de vestuario sobre el escenario junto con sus bailarinas, donde se saca sus pantalones cortos y su chaleco y hacía interpretar "G.N.O. (Girl's Night Out)", solo con su leotardo negro. Prosiguió con la versión del tema de Joan Jett, "I Love Rock 'N Roll", mientras monta una Harley-Davidson Dyna Fat Bob FXDF 2010 roja, que es suspendida por encima del escenario y del público, viajando en una ruta semi-ovalada en el recinto. Más tarde, ya sobre el escenario, interpretó su éxito "Party in the U.S.A.", donde incluso usó un carrito de equipaje para moverse; luego presentó a la banda soporte del espectáculo Metro Station y así hacer un dúo de la canción de Miley "Hovering" con su hermano Trace Cyrus, en aquel entonces, líder de la banda; al finalizar, Miley interpretó Wake Up America (canción) y al terminar se apagaron las luces; posteriormente la canción fue eliminada para los conciertos de Irlanda e Inglaterra.
El sexto segmento del recital, comenzó con la canción, "Simple Song", en el que se vistió con una camisa larga y blanca y un esmoquin negro, con el fin de simular a una profesora de música en una escuela. Hacía el final, Cyrus subió a un ascensor a aproximadamente dos metros y medio sobre el escenario. A su término, agradeció a la audiencia por venir; salió del escenario y regresó para la segmento final. Los bailarines aparecieron en escena simulando ser robots y colocándose sobre todo el ancho del escenario.Un bailarín toca un gong y empiezan los primeros acordes de "See You Again", allí ella irrumpe en escena con una camiseta blanca sobre el leotardo negro, las mismas botas que usó en todo el show, un chaleco metálico y un cinturón negro. Al final se quita el chaleco para concluir el concierto con "The Climb". Inmediatamente después de terminar, ella camina hacía el final del escenario, agradeciendo a sus fanes, y desciende sobre unas escaleras que luego son ocultadas por la pantalla central.

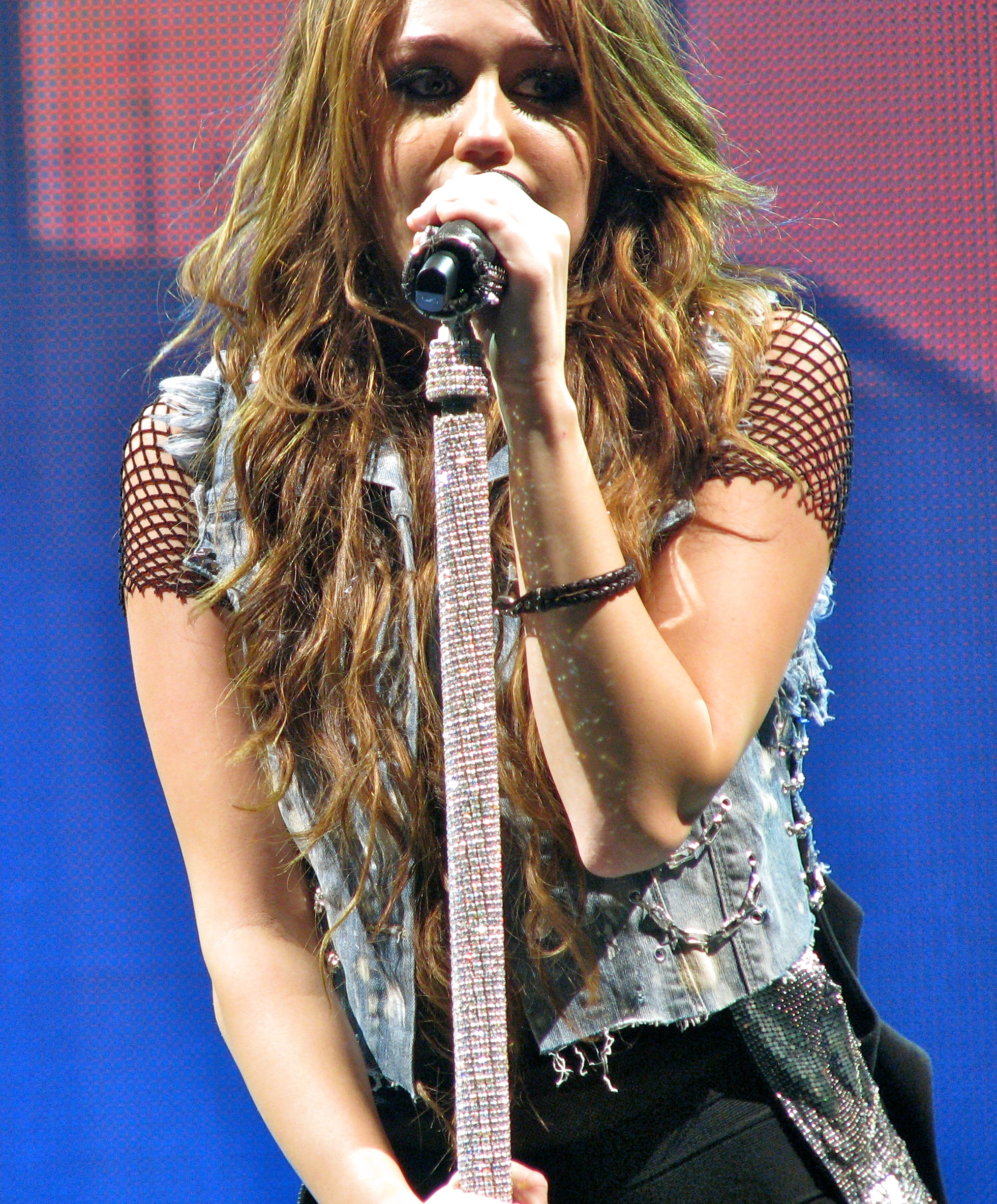
Cyrus cantando «Party in the U.S.A.».

### Canciones
El repertorio original de la gira estuvo conformado por diecinueve canciones, de las cuales siete fueron extraídas del álbum Breakout (2008), incluyendo a sus respectivos sencillos: «7 Things» y «Fly on the Wall». Cuatro canciones fueron extraídas de EP The Time of Our Lives (2009), incluyendo a su respectivo sencillo: «Party in the U.S.A.». Otras cuatro canciones se extrajeron de la banda sonora Hannah Montana: The Movie, incluidos sus respectivos sencillos: «The Climb» y «Let's Get Crazy». El repertorio también incluye varias canciones y sencillo de Miley Cyrus lanzados entre 2007 y 2009. La canción que no fue lanzada como sencillo, es: «G.N.O. (Girl's Night Out)» del álbum Hannah Montana 2: Meet Miley Cyrus (2007). Los sencillos por orden cronológico, son: «See You Again» y «Start All Over». Además realizó una versión de «I Love Rock 'N Roll» de Joan Jett.
A partir del 10 de octubre de 2009, Cyrus reemplazó «Wake Up America» por «Hovering» en la que colabora su hermano Trace Cyrus, ambas pertenecientes a Breakout (2008).

## Acto de apertura
La banda de rock alternativo Metro Station fue la encargada de abrir los conciertos del Wonder World Tour. En una entrevista con Billboard, Trace Cyrus, líder de la banda, dijo que quería que los niños se identifiquen con su música. El repertorio interpretado por la que fue la banda del hermano de Cyrus fue el siguiente:
1. "We Wish Were Older"
2. "California"
3. "Now That We´re Done"
4. "Kelsey"
5. "Japanase Girl"
6. "Control"
7. "Seventeen Forever"
8. "Shake It"

## Inicios de la gira

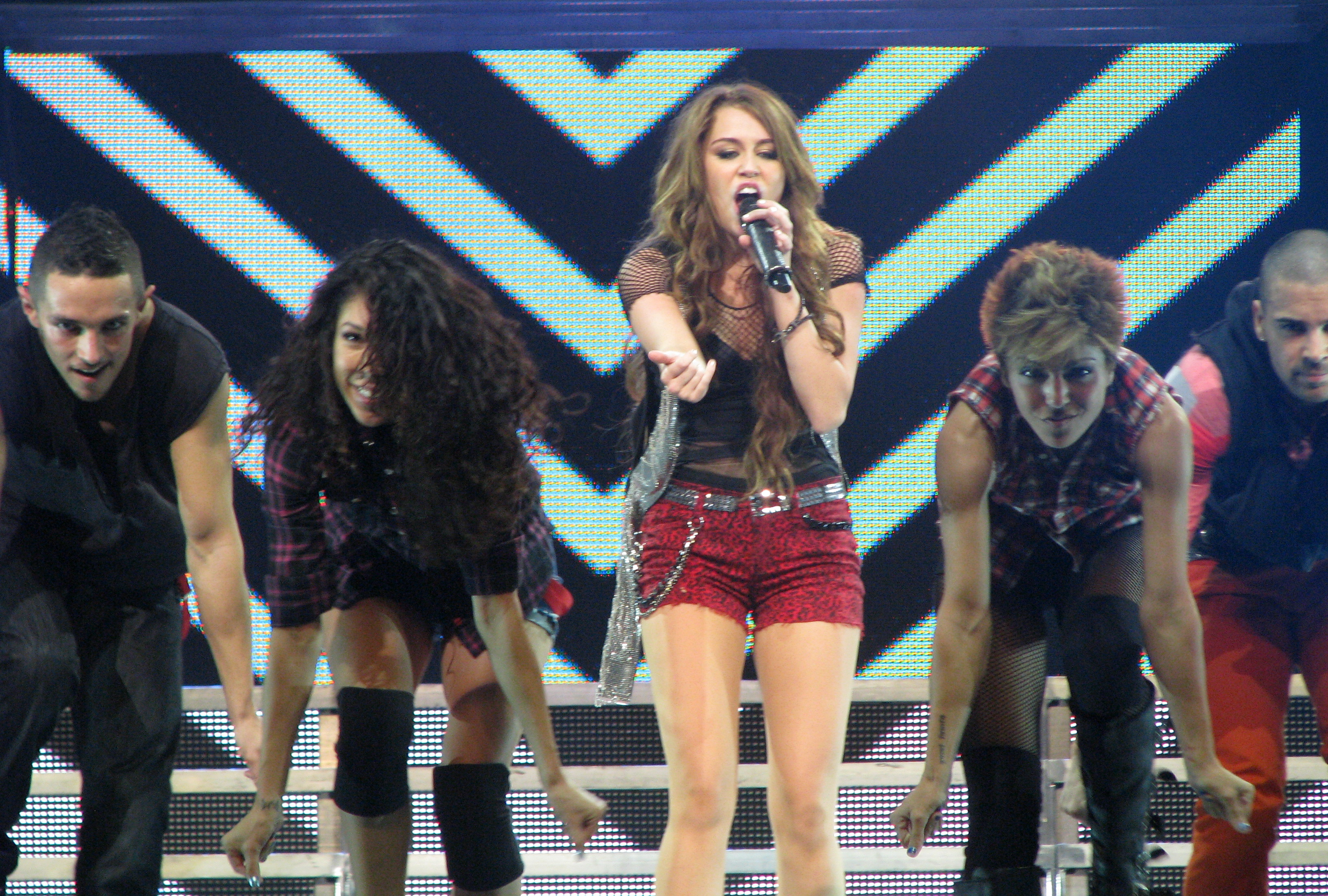
Miley Cyrus "Spotlight" durante la gira Wonder World Tour.

La gira inició el 14 de septiembre de 2009 en Los Ángeles, California.
Cyrus dijo "Estoy muy emocionada, ansiosa por iniciar la gira, será divertido convivir con mis fanáticos".

El 10 de octubre de 2009 inició su gira por Europa, en la cual recorrió diferentes países como el Reino Unido, Portugal y España.
Cyrus debió cancelar conciertos de la gira en Inglaterra debido a las grabaciones de su álbum Can't Be Tamed. Las canciones que tuvieron más éxito fueron «Party in the U.S.A.» del EP The Time of Our Lives y «Fly on the Wall» del álbum de estudio Breakout, ya que el público las pedía otra vez. Cyrus terminó con éxito la gira, y muchas revistas periódicos etc. anunciaban que los seguidores de Miley Cyrus pedían una tercera gira, pero esta vez lo pidieron para que Miley Cyrus fuera a Hispanoamérica, Asia, Oceanía y el resto de Europa. La gira hizo que Miley Cyrus se convirtiera en una de las adolescentes con un tour con una enorme taquilla. 

## Emisiones y grabaciones

### DVD
Miley Cyrus: Live at the O2 fue el DVD de la gira, grabado en la ciudad de Londres (Inglaterra) el día 20 de diciembre. Este fue lanzado en la versión deluxe de su disco Can't Be Tamed en el 2010.
Con una duración de noventa y cinto minutos, el contenido no solo se centra en el concierto, sino también en su experiencia al estar en la capital británica con familia y amigos de la cantante. También su compañero de elenco de Hannah Montana, Mitchel Musso aparece en el DVD junto a Cyrus. El concierto también fue emitido en la televisión norteamericana en 2009, dando unos datos de audiencias mayores a los 3 millones de telespectadores.
| Deluxe edition DVD – Miley Cyrus: Live at the O2 |                                             |          |  |
| N.º                                              | Título                                      | Duración |  |
| 1.                                               | «Hello London/Wanna Hear My Fingers Crack?» |          |  |
| 2.                                               | «Breakout» (live)                           |          |  |
| 3.                                               | «Start All Over» (live)                     |          |  |
| 4.                                               | «7 Things» (live)                           |          |  |
| 5.                                               | «Kicking and Screaming» (live)              |          |  |
| 6.                                               | «It's More About the Music Here»            |          |  |
| 7.                                               | «Bottom of the Ocean» (live)                |          |  |
| 8.                                               | «You Have to Buy It»                        |          |  |
| 9.                                               | «Fly on the Wall» (live)                    |          |  |
| 10.                                              | «Let's Get Crazy» (live)                    |          |  |
| 11.                                              | «Hoedown Throwdown» (live)                  |          |  |
| 12.                                              | «Not Sure if the Queen Jams Out»            |          |  |
| 13.                                              | «These Four Walls» (live)                   |          |  |
| 14.                                              | «I Don't Do Hats»                           |          |  |
| 15.                                              | «When I Look at You» (live)                 |          |  |
| 16.                                              | «Obsessed» (live)                           |          |  |
| 17.                                              | «The Show Can't Go On/Back Stage at the O2» |          |  |
| 18.                                              | «Spotlight» (live)                          |          |  |
| 19.                                              | «G.N.O. (Girl's Night Out)» (live)          |          |  |
| 20.                                              | «I Love Rock 'n' Roll» (live)               |          |  |
| 21.                                              | «Party in the U.S.A.» (live)                |          |  |
| 22.                                              | «Hovering» (featuring Trace Cyrus; live)    |          |  |
| 23.                                              | «This Is How We Roll»                       |          |  |
| 24.                                              | «Simple Song» (live)                        |          |  |
| 25.                                              | «See You Again» (live)                      |          |  |
| 26.                                              | «The Climb» (live)                          |          |  |
| 27.                                              | «End Credits»                               |          |  |

## Repertorio
- Acto 1:

1. «Breakout»
2. «Start All Over»
3. «7 Things»
4. «Kicking And Screaming»

- Acto 2:

1. «Bottom Of The Ocean»

- Acto 3:

1. «Fly On The Wall»
2. «Let's Get Crazy»
3. «Hoedown Throwndown»

- Acto 4:

1. «These Four Walls»
2. «When I Look at You»
3. «Obsessed»

- Acto 5:

1. «Spotlight»
2. «G.N.O. (Girl's Night Out)»
3. «I Love Rock 'N Roll» (versión de Joan Jett)
4. «Party in the U.S.A.»
5. «Hovering» (con Trace Cyrus agregada al repertorio el 10 de octubre de 2009)

- Acto 6:

1. «Wake Up America» (interpretada por última vez el 9 de octubre de 2009)
2. «Simple Song»

- Acto 7:

1. «See You Again»
2. «The Climb»

| 2010 (Rock in Rio) |
| --- |
| 1. «Can't Be Tamed» 2. «Breakout» 3. «Start All Over» 4. «7 Things» 5. «Robot» 6. «These Four Walls» 7. «The Driveway» 8. «Fly On The Wall» 9. «Kicking and Screaming» 10. Medley: «I Love Rock 'N Roll» / «Cherry Bomb» / «Bad Reputation» (versiones de Joan Jett) 11. «When I Look at You» (interpretada junto a David Bisbal en Madrid) 12. «Party in the U.S.A.» 13. «Full Circle» 14. «Simple Song» 15. «See You Again» Encore 1. «My Heart Beats For Love» 2. «The Climb» |

## Fechas
| Fecha                    | Ciudad                       | País           | Recinto                       |
| ------------------------ | ---------------------------- | -------------- | ----------------------------- |
| Norteamérica             |                              |                |                               |
| 14 de septiembre de 2009 | Portland                     | Estados Unidos | Rose Garden                   |
| 16 de septiembre de 2009 | Tacoma                       | Estados Unidos | Tacoma Dome                   |
| 18 de septiembre de 2009 | Oakland                      | Estados Unidos | Oracle Arena                  |
| 20 de septiembre de 2009 | San José                     | Estados Unidos | HP Pavilion en San José       |
| 22 de septiembre de 2009 | Los Ángeles                  | Estados Unidos | Staples Center                |
| 23 de septiembre de 2009 | Anaheim                      | Estados Unidos | Honda Center                  |
| 25 de septiembre de 2009 | Glendale                     | Estados Unidos | Jobing.com Arena              |
| 26 de septiembre de 2009 | Las Vegas                    | Estados Unidos | Thomas & Mack Center          |
| 29 de septiembre de 2009 | Salt Lake City               | Estados Unidos | EnergySolutions Arena         |
| 6 de octubre de 2009     | Auburn Hills                 | Estados Unidos | The Palace Auburn Hills       |
| 7 de octubre de 2009     | Columbus                     | Estados Unidos | Nationwide Arena              |
| 9 de octubre de 2009     | Des Moines                   | Estados Unidos | Wells Moines Arena            |
| 10 de octubre de 2009    | Milwaukee                    | Estados Unidos | Bradley Center                |
| 12 de octubre de 2009    | Tulsa                        | Estados Unidos | BOK Center                    |
| 13 de octubre de 2009    | Omaha                        | Estados Unidos | CHI Health Center             |
| 15 de octubre de 2009    | San Antonio                  | Estados Unidos | AT&T Center                   |
| 17 de octubre de 2009    | Kansas City                  | Estados Unidos | Sprint Center                 |
| 18 de octubre de 2009    | Dallas                       | Estados Unidos | American Airlines Center      |
| 20 de octubre de 2009    | Nueva Orleans                | Estados Unidos | Smoothie King Center          |
| 21 de octubre de 2009    | Memphis                      | Estados Unidos | FedExForum                    |
| 23 de octubre de 2009    | Birmingham, Alabama          | Estados Unidos | BJCC Arena                    |
| 24 de octubre de 2009    | North Little Rock            | Estados Unidos | Verizon Arena                 |
| 27 de octubre de 2009    | Chicago                      | Estados Unidos | United Center                 |
| 28 de octubre de 2009    | San Luis                     | Estados Unidos | Scottrade Center              |
| 29 de octubre de 2009    | Minneápolis                  | Estados Unidos | Target Center                 |
| 31 de octubre de 2009    | Louisville                   | Estados Unidos | Freedom Hall                  |
| 1 de noviembre de 2009   | Lexington                    | Estados Unidos | Rupp Arena                    |
| 3 de noviembre de 2009   | Washington D. C.             | Estados Unidos | Verizon Center                |
| 4 de noviembre de 2009   | Filadelfia                   | Estados Unidos | Wachovia Center               |
| 5 de noviembre de 2009   | University Park, Pensilvania | Estados Unidos | Bryce Jordan Center           |
| 7 de noviembre de 2009   | Newark                       | Estados Unidos | Prudential Center             |
| 8 de noviembre de 2009   | Newark                       | Estados Unidos | Prudential Center             |
| 9 de noviembre de 2009   | Boston                       | Estados Unidos | TD Garden                     |
| 12 de noviembre de 2009  | Hartford                     | Estados Unidos | XL Center                     |
| 15 de noviembre de 2009  | Cleveland                    | Estados Unidos | Quicken Loans Arena           |
| 16 de noviembre de 2009  | Indianápolis                 | Estados Unidos | Conseco Fieldhouse            |
| 18 de noviembre de 2009  | Uniondale                    | Estados Unidos | Nassau Coliseum               |
| 19 de noviembre de 2009  | Uniondale                    | Estados Unidos | Nassau Coliseum               |
| 22 de noviembre de 2009  | Greensboro                   | Estados Unidos | Greensboro Coliseum           |
| 24 de noviembre de 2009  | Charlotte                    | Estados Unidos | Time Warner Cable Arena       |
| 25 de noviembre de 2009  | Nashville                    | Estados Unidos | Bridgestone Arena             |
| 28 de noviembre de 2009  | Columbia                     | Estados Unidos | Colonial Life Arena           |
| 29 de noviembre de 2009  | Atlanta                      | Estados Unidos | Philips Arena                 |
| 1 de diciembre de 2009   | Tampa                        | Estados Unidos | St. Pete Times Forum          |
| 2 de diciembre de 2009   | Miami                        | Estados Unidos | American Airlines Arena       |
| Europa                   |                              |                |                               |
| 13 de diciembre de 2009  | Londres                      | Reino Unido    | O2 Arena                      |
| 14 de diciembre de 2009  | Londres                      | Reino Unido    | O2 Arena                      |
| 16 de diciembre de 2009  | Dublín                       | Irlanda        | The O2                        |
| 17 de diciembre de 2009  | Dublín                       | Irlanda        | The O2                        |
| 19 de diciembre de 2009  | Londres                      | Reino Unido    | O2 Arena                      |
| 20 de diciembre de 2009  | Londres                      | Reino Unido    | O2 Arena                      |
| 22 de diciembre de 2009  | Birmingham                   | Reino Unido    | LG Arena                      |
| 23 de diciembre de 2009  | Birmingham                   | Reino Unido    | LG Arena                      |
| 27 de diciembre de 2009  | Mánchester                   | Reino Unido    | Manchester Evening News Arena |
| 28 de diciembre de 2009  | Mánchester                   | Reino Unido    | Manchester Evening News Arena |
| 29 de diciembre de 2009  | Londres                      | Reino Unido    | O2 Arena                      |
| 29 de mayo de 2010       | Lisboa                       | Portugal       | Rock in Rio                   |
| 6 de junio de 2010       | Madrid                       | España         | Rock in Rio                   |

### Recaudaciones
| Recinto                       | Ciudad            | Boletos vendidos / disponibles | Recaudación (en dólares) |
| ----------------------------- | ----------------- | ------------------------------ | ------------------------ |
| Rose Garden                   | Portland          | 10 917 / 11 787 (93%)          | 728.328$                 |
| Tacoma Dome                   | Tacoma            | 15 242 / 15 920 (96%)          | 1.033.221$               |
| Oracle Arena                  | Oakland           | 13 881 / 14 480 (96%)          | 901.747$                 |
| Pabellón HP de San José       | San José          | 13 100 / 13 918 (94%)          | 835.071$                 |
| Centro Staples                | Los Ángeles       | 14 584 / 14 584 (100%)         | 1.055.388$               |
| Honda Center                  | Anaheim           | 12 638 / 12 638 (100%)         | $956.981                 |
| Jobing.com Arena              | Glendale          | 13 755 / 13 755 (100%)         | $993.003                 |
| Thomas & Mack Center          | Las Vegas         | 11 426 / 12 512 (91%)          | $718.706                 |
| EnergySolutions Arena         | Salt Lake City    | 10 885 / 12 525 (87%)          | $937.265                 |
| The Palace of Auburn Hills    | Auburn Hills      | 16 142 / 16 142 (100%)         | $1.090.009               |
| Nationwide Arena              | Columbus          | 14 191 / 15 135 (94%)          | $972.592                 |
| Wells Fargo Arena             | Des Moines        | 14 174 / 14 174 (100%)         | $1.005.453               |
| Bradley Center                | Milwaukee         | 15 335 / 15 335 (100%)         | $1.043.433               |
| BOK Center                    | Tulsa             | 13 151 / 14 063 (94%)          | $937.265                 |
| Qwest Center Omaha            | Omaha             | 13 249 / 15 092 (88%)          | $928.176                 |
| AT&T Center                   | San Antonio       | 15 523 / 15 523 (100%)         | $1.059.159               |
| Sprint Center                 | Kansas City       | 15 525 / 15 525 (100%)         | $1.111.178               |
| American Airlines Center      | Dallas            | 15 102 / 15 102 (100%)         | $1.039.489               |
| New Orleans Arena             | Nueva Orleans     | 15 359 / 15 359 (100%)         | $1.029.841               |
| FedExForum                    | Memphis           | 12 256 / 13 010 (94%)          | $864.662                 |
| BJCC Arena                    | Birmingham        | 14 527 / 14 527 (100%)         | $1.012.737               |
| Verizon Arena                 | North Little Rock | 14 119 / 15 325 (92%)          | $969.281                 |
| United Center                 | Chicago           | 16 600 / 16 600 (100%)         | $1.148.500               |
| Scottrade Center              | S. Luis           | 13 982 / 15 205 (92%)          | $982.909                 |
| Target Center                 | Minneápolis       | 14 966 / 15 867 (94%)          | $1.022.257               |
| Freedom Hall                  | Louisville        | 13 526 / 16 062 (84%)          | $851.635                 |
| Rupp Arena                    | Lexington         | 15 774 / 18 210 (87%)          | $976.313                 |
| Verizon Center                | Washington, D.C   | 15 846 / 15 846 (100%)         | $1.071.917               |
| Wachovia Center               | Filadelfia        | 17 153 / 17 153 (100%)         | $1.209.364               |
| Bryce Jordan Center           | University Park   | 12 901 / 12 901 (100%)         | $932.270                 |
| Prudential Center             | Newark            | 30 416 / 30 416 (100%)         | $2.090.972               |
| TD Garden                     | Boston            | 14 981 / 14 981 (100%)         | $1.111.590               |
| XL Center                     | Hartford          | 13 824 / 13 824 (100%)         | $1.000.448               |
| Quicken Loans Arena           | Cleveland         | 15 774 / 16 567 (95%)          | $1.072.833               |
| Conseco Fieldhouse            | Indianápolis      | 14 920 / 14 920 (100%)         | $1.018.200               |
| Nassau Coliseum               | Uniondale         | 29 277 / 29 277 (100%)         | $2.002.982               |
| Greensboro Coliseum           | Greensboro        | 17,597 / 17,597 (100%)         | $1.182.082               |
| Time Warner Cable Arena       | Charlotte         | 15 553 / 15 553 (100%)         | $1.048.004               |
| Bridgestone Arena             | Nashville         | 14 692 / 14 692 (100%)         | $1.040.794               |
| Colonial Life Arena           | Columbia          | 14 557 / 14 557 (100%)         | $1.018.682               |
| Philips Arena                 | Atlanta           | 15 000 / 15 000 (100%)         | $1.041.720               |
| St. Pete Times Forum          | Tampa             | 14 730 / 14 730 (100%)         | $1.035.875               |
| American Airlines Arena       | Miami             | 15 819 / 15 819 (100%)         | $1.098.931               |
| O2 Arena                      | Londres           | 80 679 / 80 679 (100%)         | $11.081.900              |
| The O2                        | Dublín            | 17 495 / 17 495 (100%)         | $3.134.370               |
| LG Arena                      | Birmingham        | 25 635 / 25 635(100%)          | 3.494.140 $              |
| Manchester Evening News Arena | Mánchester        | 32 926 / 32 926 (100%)         | 4.268.120 $              |
| Total                         | Total             | 809 704 / 828 943 (97%)        | 66.320.750 $             |

## Posiciones
| Estados Unidos | Billboard Hot Tours | 1 | [ 7 ] |